# Новоукраїнка (Пологівський район)
Новоукраї́нка (до 1946 року — Гайчул) — село в Україні, у Кам'янській селищній громаді Пологівського району Запорізької області. Населення становить 1170 осіб. До 2020 орган місцевого самоврядування — Новоукраїнська сільська рада.

## Географія
Село Новоукраїнка знаходиться на березі річки Гайчул в місці впадання в неї річки Кам'янка, вище за течією на відстані 9 км розташоване село Червоне Озеро, нижче за течією на відстані 0,5 км розташоване село Гоголівка. Поруч проходить автомобільна дорога Н08.
Розташоване за 9 км від адміністративного центру громади і за 15 км від залізничної станції Комиш-Зоря.

## Історія
1808 — дата заснування як села Гайчул переселенцями з Смоленської губернії.
На 1859 рік у державному селі Гайчул над річкою Гайчур було 240 домогосподарств, 1721 мешканців, православний молитовний будинок. Гайчул мав значну частину російського населення.
7 (20) листопада 1917 року, відповідно до Третього Універсалу Української Центральної Ради, увійшло до складу Української Народної Республіки.
В 1947 році (за іншими даними в 1946 році) перейменоване на село Новоукраїнка.
12 червня 2020 року, відповідно до розпорядження Кабінету Міністрів України № 713-р «Про визначення адміністративних центрів та затвердження територій територіальних громад Запорізької області», увійшло до складу Більмацької селищної громади.
19 липня 2020 року, в результаті адміністративно-територіальної реформи та ліквідації  Більмацького району увійшло до складу Пологівського району.

## Економіка
- ТОВ «Гермес».

## Об'єкти соціальної сфери
- Школа.
- Дитячий садочок.
- Пошта
- Будинок культури.
- Амбулаторія сімейного типу.
- Музей історії села.

## Відомі люди
У селі народилися:
- Абліцов Віталій Григорович (1946) — український журналіст, літературний критик, громадсько-політичний діяч, головний редактор журналу «Державна справа» (з листопада 2005 року).
- Абліцов Олександр Іванович (1948) — український поет, перекладач, журналіст.
- Баранов Василь Андрійович (1914—1945) — радянський військовик часів Другої світової війни, гвардії капітан, Герой Радянського Союзу.
- Міщенко Григорій Григорович (1940—2019) — український живописець, мистецтвознавець.
- Цвіркунов Василь Васильович (1917—2000) — український кінознавець, академік АМУ, хрещений батько поетичного кіно.